# Ferrer Nicolau de Gualbes i Dirga
Ferrer Nicolau de Gualbes i Dirga   (valor desconegut, valor desconegut - Barcelona, 12 de setembre de 1423) Ciutadà Honrat de Barcelona, Conseller en Cap, Síndic de Corts, Mostassaf i ambaixador de la ciutat, Cònsol de la Llotja del Mar i propietari de la Torre de Gualbes en Pedralbes. Membre d'una família important de Barcelona, era fill de Ferrer de Gualbes i Elionor de Terré i Sant Climent, alies Dirga, filla de Francesc Dirga, de la casa del rei, i de Constança. Net de Ponç de Gualbes i Sarrovira.
Es va casar amb Isabel Desvalls i de Ribalta que van ser pares de Ferrer Nicolau de Gualbes i Desvalls. Va ser hereu universal en el testament del seu pare.